# Dinastia Trần
La dinastia Trần (Nhà Trần in vietnamita; 家陳 in Hán Nôm; 陳朝 in Hán Việt) ha regnato sul Annam, il nord dell'attuale Vietnam, tra il 1225 ed il 1400. La dinastia venne fondata con la salita al trono dell'imperatore Trần Thái Tông dopo che suo zio Trần Thủ Độ orchestrò il rovesciamento della precedente dinastia Lý. L'ultimo imperatore Trần fu Thiếu Đế, che all'età di cinque anni venne costretto ad abdicare in favore del nonno materno, Hồ Quý Ly, fondatore della dinastia Hồ.

## Historia
Durante il suo regno la dinastia Trần sconfisse tre invasioni mongole, vincendo la decisiva battaglia di Bạch Đằng nel 1288.
Grazie ad innovazioni nell'uso della polvere da sparo, i Trần si espansero verso sud sconfiggendo e sottomettendo i Champa. Introdussero anche l'uso di carta moneta in Vietnam.
La dinastia Trần viene considerata una delle età dell'oro per la cultura, il linguaggio e le arti vietnamite. Le prime opere in Chữ Nôm vennero scritte in questo periodo e, per la prima volta, il linguaggio vietnamita venne introdotto a corte affiancando il cinese, iniziando un processo di formazione e consolidamento dell'identità vietnamita.